# Bellator 261
Bellator 261: Johnson vs. Moldavsky è stato un evento di arti marziali miste tenuto dalla Bellator MMA il 25 giugno 2021 al Mohegan Sun Arena di Uncasville negli Stati Uniti.

## Risultati
|                                                   | Divisione            |                    |           |                 | Metodo                                      | Round     | Tempo     | Note      |
| Main Card                                         | Main Card            | Main Card          | Main Card | Main Card       | Main Card                                   | Main Card | Main Card | Main Card |
| ------------------------------------------------- | -------------------- | ------------------ | --------- | --------------- | ------------------------------------------- | --------- | --------- | --------- |
| Sfida valida per il titolo di campione ad interim | Pesi massimi         | Valentin Moldavsky | batte     | Timothy Johnson | Decisione unanime (50–45, 49–46, 49–46)     | 5         | 5:00      |           |
|                                                   | Pesi mosca femminili | Liz Carmouche      | batte     | Kana Watanabe   | KO tecnico (pugni)                          | 1         | 0:35      |           |
|                                                   | Pesi leggeri         | Sidney Outlaw      | batte     | Myles Jury      | Sottomissione (rear-naked choke)            | 3         | 4:44      |           |
|                                                   | Pesi piuma           | Daniel Weichel     | batte     | Keoni Diggs     | Decisione non unanime (29–28, 28–29, 30–27) | 3         | 5:00      |           |
|                                                   | Pesi mediomassimi    | Christian Edwards  | batte     | Simon Biyong    | Decisione unanime (30–27, 30–27, 30–27)     | 3         | 5:00      |           |
| Preliminary Card                                  |                      |                    |           |                 |                                             |           |           |           |
|                                                   | Pesi piuma           | John de Jesus      | batte     | John Macapá     | Decisione non unanime (28–29, 29–28, 29–28) | 3         | 5:00      |           |
|                                                   | Pesi medi            | Taylor Johnson     | batte     | Lance Wright    | Sottomissione (rear-naked choke)            | 1         | 2:58      |           |
|                                                   | Pesi gallo           | Jaylon Bates       | batte     | Cody Matthews   | Sottomissione (armbar)                      | 2         | 4:04      |           |
|                                                   | Pesi leggeri         | Corey Samuels      | batte     | Isaiah Hokit    | KO (pugni)                                  | 1         | 0:10      |           |
|                                                   | Pesi leggeri         | Søren Bak          | batte     | Bobby Lee       | Decisione unanime (30–26, 29–27, 29–27)     | 3         | 5:00      |           |